# Fidji-Samoa en rugby à XV
Cet article retrace les confrontations entre l'équipe des Fidji de rugby à XV et l'équipe des Samoa de rugby à XV. Les deux équipes se sont affrontées à 50 reprises dont une fois en Coupe du monde. Les Fidjiens ont remporté 28 victoires contre 19 pour les Samoans et 3 matchs nuls.

## Historique
Les rencontres entre les équipes des Fidji et des Samoa sont un évènement traditionnel parmi les îles du Pacifique. Les deux équipes ont disputé, l'une contre l'autre le premier test match de leur histoire en 1924. Les deux équipes s'affrontent au moins une fois par an depuis 1982, date de leur regroupement dans le tri-nations du Pacifique, une compétition comprenant également les Tonga ; puis de nos jours dans la Pacific Nations Cup, une compétition élargie à quatre équipes avec l'intégration du Japon.

## Les confrontations
Voici la liste des confrontations entre ces deux équipes :
| No | Date              | Lieu                                      | Match                      | Score   | Compétition                    |
| -- | ----------------- | ----------------------------------------- | -------------------------- | ------- | ------------------------------ |
| 1  | 18 août 1924      | Apia Park, Apia, Samoa occidentales       | Samoa occidentales – Fidji | 0 – 6   | Test match                     |
| 2  | 10 septembre 1924 | Apia Park, Apia, Samoa occidentales       | Samoa occidentales – Fidji | 0 – 0   | Test match                     |
| 3  | 21 septembre 1928 | Apia Park, Apia, Samoa occidentales       | Samoa occidentales – Fidji | 8 – 9   | Test match                     |
| 4  | 4 juin 1955       | Apia Park, Apia, Samoa occidentales       | Samoa occidentales – Fidji | 11 – 18 | Test match                     |
| 5  | 11 juin 1955      | Apia Park, Apia, Samoa occidentales       | Samoa occidentales – Fidji | 6 – 14  | Test match                     |
| 6  | 18 juin 1955      | Apia Park, Apia, Samoa occidentales       | Samoa occidentales – Fidji | 3 – 26  | Test match                     |
| 7  | 30 août 1963      | Stade national, Suva, Fidji               | Fidji – Samoa occidentales | 29 – 6  | Test match                     |
| 8  | 5 septembre 1963  | Stade national, Suva, Fidji               | Fidji – Samoa occidentales | 42 – 3  | Test match                     |
| 9  | 5 septembre 1979  | Stade national, Suva, Fidji               | Fidji – Samoa occidentales | 16 – 13 | Test match                     |
| 10 | 27 juin 1981      | Churchill Park, Lautoka, Fidji            | Fidji – Samoa occidentales | 15 – 7  | Test match                     |
| 11 | 4 juillet 1981    | Stade national, Suva, Fidji               | Fidji – Samoa occidentales | 18 – 12 | Test match                     |
| 12 | 2 juin 1982       | Apia Park, Apia, Samoa occidentales       | Samoa occidentales – Fidji | 6 – 6   | Test match                     |
| 13 | 12 juin 1982      | Apia Park, Apia, Samoa occidentales       | Samoa occidentales – Fidji | 3 – 14  | Test match                     |
| 14 | 21 août 1982      | Stade national, Suva, Fidji               | Fidji – Samoa occidentales | 8 – 10  | Tri-nations du Pacifique       |
| 15 | 25 juin 1983      | Stade national, Suva, Fidji               | Fidji – Samoa occidentales | 0 – 6   | Tri-nations du Pacifique       |
| 16 | 5 septembre 1983  | Apia Park, Apia, Samoa occidentales       | Samoa occidentales – Fidji | 10 – 18 | Jeux du Pacifique sud          |
| 17 | 30 juin 1984      | Stade national, Suva, Fidji               | Fidji – Samoa occidentales | 17 – 10 | Tri-nations du Pacifique       |
| 18 | 1er juin 1985     | Apia Park, Apia, Samoa occidentales       | Samoa occidentales – Fidji | 17 – 18 | Tri-nations du Pacifique       |
| 19 | 2 juillet 1986    | Teufaiva Sport Stadium, Nukuʻalofa, Tonga | Samoa occidentales – Fidji | 9 – 29  | Tri-nations du Pacifique       |
| 20 | 22 août 1987      | Stade national, Suva, Fidji               | Fidji – Samoa occidentales | 37 – 14 | Tri-nations du Pacifique       |
| 21 | 4 juin 1988       | Apia Park, Apia, Samoa occidentales       | Samoa occidentales – Fidji | 17 – 17 | Tri-nations du Pacifique       |
| 22 | 10 juin 1989      | Apia Park, Apia, Samoa occidentales       | Samoa occidentales – Fidji | 32 – 13 | Test match                     |
| 23 | 23 juin 1990      | Ratu Cakobau Park, Nausori, Fidji         | Fidji – Samoa occidentales | 17 – 30 | Tri-nations du Pacifique       |
| 24 | 1er juin 1991     | Apia Park, Apia, Samoa occidentales       | Samoa occidentales – Fidji | 40 – 23 | Tri-nations du Pacifique       |
| 25 | 20 juin 1992      | Stade national, Suva, Fidji               | Fidji – Samoa occidentales | 16 – 20 | Tri-nations du Pacifique       |
| 26 | 5 juin 1993       | Apia Park, Apia, Samoa occidentales       | Samoa occidentales – Fidji | 27 – 3  | Tri-nations du Pacifique       |
| 27 | 2 juillet 1994    | Prince Charles Park, Nadi, Fidji          | Fidji – Samoa occidentales | 20 – 13 | Tri-nations du Pacifique       |
| 28 | 1er juillet 1995  | Apia Park, Apia, Samoa occidentales       | Samoa occidentales – Fidji | 35 – 17 | Tri-nations du Pacifique       |
| 29 | 20 juillet 1996   | Stade national, Suva, Fidji               | Fidji – Samoa occidentales | 60 – 0  | Tri-nations du Pacifique       |
| 30 | 5 juillet 1997    | Apia Park, Apia, Samoa                    | Samoa – Fidji              | 26 – 17 | Tri-nations du Pacifique       |
| 31 | 22 septembre 1998 | Canberra Stadium, Canberra, Australie     | Fidji – Samoa              | 26 – 18 | Tri-nations du Pacifique       |
| 32 | 3 juillet 1999    | Churchill Park, Lautoka, Fidji            | Fidji – Samoa              | 15 – 27 | Tri-nations du Pacifique       |
| 33 | 3 juin 2000       | Apia Park, Apia, Samoa                    | Samoa – Fidji              | 31 – 17 | Tri-nations du Pacifique       |
| 34 | 9 juin 2001       | Stade national, Suva, Fidji               | Fidji – Samoa              | 27 – 36 | Tri-nations du Pacifique       |
| 35 | 23 juin 2001      | Apia Park, Apia, Samoa                    | Samoa – Fidji              | 19 – 22 | Tri-nations du Pacifique       |
| 36 | 8 juillet 2001    | Chichibunomiya Stadium, Tokyo, Japon      | Fidji – Samoa              | 28 – 17 | Tri-nations du Pacifique       |
| 37 | 1er juin 2002     | Apia Park, Apia, Samoa                    | Samoa – Fidji              | 16 – 17 | Tri-nations du Pacifique       |
| 38 | 22 juin 2002      | Prince Charles Park, Nadi, Fidji          | Fidji – Samoa              | 12 – 22 | Tri-nations du Pacifique       |
| 39 | 12 juin 2004      | Stade national, Suva, Fidji               | Fidji – Samoa              | 29 – 3  | Tri-nations du Pacifique       |
| 40 | 9 juillet 2005    | Apia Park, Apia, Samoa                    | Samoa – Fidji              | 36 – 10 | Tri-nations du Pacifique       |
| 41 | 30 juillet 2005   | Stade national, Suva, Fidji               | Fidji – Samoa              | 21 – 15 | Tri-nations du Pacifique       |
| 42 | 24 juin 2006      | Stade national, Suva, Fidji               | Fidji – Samoa              | 23 – 20 | Cinq Nations du Pacifique      |
| 43 | 19 mai 2007       | Apia Park, Apia, Samoa                    | Samoa – Fidji              | 8 – 3   | Coupe des nations du Pacifique |
| 44 | 7 juin 2008       | Churchill Park, Lautoka, Fidji            | Fidji – Samoa              | 34 – 17 | Coupe des nations du Pacifique |
| 45 | 27 juin 2009      | Churchill Park, Lautoka, Fidji            | Fidji – Samoa              | 19 – 14 | Coupe des nations du Pacifique |
| 46 | 26 juin 2010      | Apia Park, Apia, Samoa                    | Samoa – Fidji              | 31 – 9  | Coupe des nations du Pacifique |
| 47 | 9 juillet 2011    | Stade national, Suva, Fidji               | Fidji – Samoa              | 36 – 18 | Coupe des nations du Pacifique |
| 48 | 25 septembre 2011 | Eden Park, Auckland, Nouvelle-Zélande     | Fidji – Samoa              | 7 – 27  | Coupe du monde (poule D)       |
| 49 | 10 juin 2012      | Chichibunomiya Stadium, Tokyo, Japon      | Fidji – Samoa              | 26 – 29 | Coupe des nations du Pacifique |
| 50 | 21 juin 2014      | ANZ Stadium, Suva, Fidji                  | Fidji – Samoa              | 13 – 18 | Coupe des nations du Pacifique |
| 51 | 24 juillet 2015   | Bonney Field, Sacramento États-Unis       | Fidji – Samoa              | 30 – 30 | Coupe des nations du Pacifique |
| 52 | 3 août 2015       | Stade Swangard, Burnaby Canada            | Fidji – Samoa              | 39 – 29 | Coupe des nations du Pacifique |
| 53 | 18 juin 2016      | ANZ Stadium, Suva Fidji                   | Fidji – Samoa              | 26 – 16 | Coupe des nations du Pacifique |
| 54 | 15 juillet 2017   | Apia Park, Apia Samoa                     | Samoa – Fidji              | 16 – 38 | Coupe des nations du Pacifique |
| 55 | 9 juin 2018       | ANZ Stadium, Suva Fidji                   | Fidji – Samoa              | 24 – 22 | Coupe des nations du Pacifique |
| 56 | 10 août 2019      | ANZ Stadium, Suva Fidji                   | Fidji – Samoa              | 10 – 3  | Coupe des nations du Pacifique |
| 57 | 16 juillet 2022   | Churchill Park, Lautoka Fidji             | Fidji – Samoa              | 20 – 23 | Coupe des nations du Pacifique |
| 58 | 29 juillet 2023   | Apia Park, Apia Samoa                     | Samoa – Fidji              | 19 – 33 | Test match                     |